# Christiane Legrand
Pour les articles homonymes, voir Legrand.
Christiane Legrand est une chanteuse française, née le 21 août 1930 à Aix-les-Bains et morte le 1er novembre 2011 à Paris 15e.

## Biographie
Christiane Legrand est la fille du chef d'orchestre Raymond Legrand et la sœur aînée de 18 mois du compositeur Michel Legrand. Sa carrière est axée principalement sur le jazz vocal. Elle fait partie successivement comme soprano de trois grands groupes vocaux français : les Blue Stars de 1954 à 1956, les Double Six de 1960 à 1963 et les Swingle Singers à partir de 1962. Parallèlement elle accompagne beaucoup de chanteurs en studio comme voix soliste ou comme chorist lead.
Elle est l'interprète de plusieurs bandes originales de films, qu'il s'agisse de chansons comme dans Les Parapluies de Cherbourg, Les Demoiselles de Rochefort et Peau d'âne (dans lequel elle double Delphine Seyrig pour le chant), tous trois de Jacques Demy sur des musiques de son frère cadet Michel Legrand, ou de « vocalises » comme pour Les Aventuriers sur une musique de François de Roubaix.
Parallèlement Christiane Legrand chante sur les musiques de Luciano Berio, Marius Constant, Morton Subotnick, Edgard Varèse, etc. Elle est également l'invitée du groupe britannique Procol Harum sur l'album Grand Hotel en 1973 avec la chanson Fires (Which Burn Brightly).
Elle est l'épouse de l'ingénieur du son de studio Pierre Fatosme.

## Discographie

### Avec les Blue Stars
- 1955 : Les Blue Stars (Légende du pays aux oiseaux (Lola)), Barclay

### AvecLes Double Six
- 1960 : Les Double Six rencontrent Quincy Jones, EMI Columbia
- 1962 : Les Double Six, EMI Columbia
- 1963 : Dizzy Gillespie + The Double Six of Paris, Philips

### Avec lesSwingle Singers
- 1963 : Jazz Sébastien Bach, Philips
- 1964 : Going Baroque, Philips
- 1965 : Swinging Mozart, Philips
- 1965 : Les Romantiques, Philips
- 1966 : Swingling Telemann, Philips
- 1966 : Place Vendôme, Philips
- 1967 : Sounds of Spain : Concerto d'Aranjuez, Philips
- 1968 : Noëls sans passeport, Philips
- 1968 : Jazz Sébastien Bach Vol. 2, Philips
- 1969 : American Look, Philips
- 1969 : Sinfonia : Luciano Berio conducting the New York Philharmonic and Swingle Singers, Columbia Masterworks

### Sous son nom
- 1960 : Christiane Legrand accompagnée par Gérard Levesque et son Orchestre (N'attends pas), Barclay
- 1960 : Les Barclay - Direction Christiane Legrand, Barclay (plusieurs 45 tours, un 33 tours)
- 1961 : Christiane Legrand accompagnée par Gérard Levesque et son Orchestre (Les citrons de Tel-Aviv), Barclay
- 1961 : Les Barclay - Direction Christiane Legrand, Barclay (plusieurs 45 tours)
- 1962 : Christiane Legrand accompagnée par Michel Legrand et son Orchestre (Le poisson dans l'eau), Barclay
- 1972 : Le Brésil de Christiane Legrand, AMI Records
- 1976 : Quire - Direction Christiane Legrand, RCA
- 1994 : "Christiane Legrand Chansons d'Amour", Sony Music

### Comme chanteuse invitée
- 1958 : Jacques Hélian et son Orchestre (Vendanges à Madeira), Match Records
- 1958 : Francis Lemarque (Marjolaine), Fontana
- 1959 : Dansez avec Yves Montand n°2 (Je sais que vous êtes jolie), Philips
- 1959 : Michel Magne, Musique tachiste (Larmes en sol pleureur), Paris
- 1960 : André Hodeir, Jazz Groupe de Paris (Jazz cantata), Fontana, réédité en 2002 par Universal
- 1962 : Hubert Rostaing et son Orchestre (Le lion est mort ce soir), Odéon
- 1973 : Luís Cília, Contra a ideia da violencia a violência da ideia (Pátria lugar de exílio, Contra a ideia da violência a violência da ideia (À memória de Amílcar Cabral)), Le Chant du Monde
- 1973 : Procol Harum, Grand Hotel (Fires (Which Burnt Brightly)), Chrysalis Records
- 1976 : Paris Populi (Le Temps des cerises), Barclay
- 2003 :  "Le Secret d'Eva L", (Grasse Matinée self-released)
- 2006 : Yánnis Spanós, To Simposio (Oniro Deftero, Monaxia Mou), Minos

### Autres
- 1958 : Chansons de Kurt Weill, avec Catherine Sauvage, Les Quatre Barbus et Yves Robert, Philips
- 1963 : Bonne nuit les petits, d'après l'émission télévisée, voix de Pimprenelle, Philips
- 1965 : Mary Poppins, d'après le film Robert Stevenson, Buena Vista Records
- 1973 : chanson Fires sur l'album Grand Hôtel de Procol Harum.

## Filmographie

### Chanteuse de musiques de films
- 1957 : Une Parisienne de Michel Boisrond, musique de Henri Crolla, Hubert Rostaing et André Hodeir
- 1958 : Les Tripes au soleil de Claude Bernard-Aubert, musique de André Hodeir
- 1960 : Terrain vague de Marcel Carné, musique de Michel Legrand et Francis Lemarque
- 1964 : Adieu Philippine de Jacques Rozier, musique de Jacques Denjean, Maxim Saury, Paul Mattei
- 1965 : Déclic et des claques de Philippe Clair, musique de Raymond Lefebvre
- 1967 : Le Départ de Jerzy Skolimowski, musique de Krzysztof Komeda
- 1967 : Les Aventuriers de Robert Enrico, musique de François de Roubaix
- 1969 : Maldonne, de Sergio Gobbi, musique de Vladimir Cosma
- 1971 : Le Banquet de Dimítris Kollátos, musique de Yánnis Spanós
- 1973 : Joë petit boum-boum, film d'animation de Jean Image, musique de Michel Emer
- 1983 : Emmanuelle 4, de Francis Leroi, musique de Michel Magne
- 1987 : Les Saisons du plaisir, de Jean-Pierre Mocky, musique de Gabriel Yared

### Rôles
- 1964 : Adieu Philippine de Jacques Rozier : la chanteuse corse
- 1964 : Les Parapluies de Cherbourg de Jacques Demy, musique de Michel Legrand, voix chantée d'Anne Vernon dans le rôle de Madame Emery
- 1967 : Les Demoiselles de Rochefort de Jacques Demy, musique de Michel Legrand, voix chantée de Pamela Hart dans le rôle de Judith
- 1970 : Peau d'âne de Jacques Demy, musique de Michel Legrand, voix chantée de Delphine Seyrig dans le rôle de la Fée des Lilas

### Doublages
- 1957 : Les Girls, film de George Cukor : Lady Sybil Wren (chants) (Kay Kendall)
- 2002 : La Belle et la Bête, film d'animation de Gary Trousdale et Kirk Wise : Mme Samovar (chants, redoublage partiel et scène supplémentaire)

## Théâtre
- 1989 : Zazou de Jérôme Savary au Théâtre national de Chaillot : Simone Charolais
- 2000 : Ah vous dirais-je Maman !, spectacle chanté, en duo avec Véronique Le Berre[6]